# Zdeněk Svěrák
Zdeněk Svěrák (Prag, 28. ožujka 1936.), češki glumac, komičar i scenarist. Godine 1989. bio je član žirija na 39. Berlinskom filmskom festivalu.

## Životopis
Godine 1958., diplomirao je češki jezik i književnost na Filozofskom fakultetu Karlovog sveučilišta u Pragu. Njegov rad sadrži više od 300 napisanih glazbenih tekstova, predstava i više od deset filmova. Među njegovim važnijim filmskim scenarijima su "Kolja" i "Obecná Škola", obje u režiji njegova sina Jana Svěráka. Zajedno sa svojim dobrim prijateljem Ladislavom Smoljakom, stvorio je izmišljenu osobu (univerzalnog genija) Jara Cimrmana. Jára Cimrman je osvojio najviše glasova 2005. u izboru za "Najvećeg Čeha", ali je bio diskvalificiran jer se radilo o izmišljenoj osobi.
Zdeněk Svěrák je također osnovao humanitarnu organizaciju "Paraple" koja je usmjerena na pomaganje paralizirnim osobama. Godine 1999. bio je odlikovan "Medaljom za zasluge" III. stupnja.

## Vanjske poveznice
- IMDb (engl.)
- Životopis (na češkom)  Arhivirana inačica izvorne stranice od 26. studenoga 2020. (Wayback Machine)